# Луций Юний Пул
Луций Юний Пул (на латински: Lucius Iunius Pullus) e политик на Римската република през 3 век пр.н.е.
През 249 пр.н.е. Пул е избран за консул заедно с Публий Клавдий Пулхер. Те се бият в Сицилия през Първата пуническа война. Губят морската Битка при Дрепана до западния бряг на Сицилия против Адхербал, адмирал на Картаген.